# Міло (Китай)
Міло (кит. спр. 汨罗市, піньїнь: Mìluó Shì) — місто-повіт в південнокитайській провінції Хунань, складова міста Юеян.

## Географія
Міло лежить на висоті близько 40 метрів над рівнем моря, на північному заході виходить до озера Дунтін.

### Клімат
Місто знаходиться у зоні, котра характеризується вологим субтропічним кліматом. Найтепліший місяць — липень із середньою температурою 29,2 °C. Найхолодніший місяць — січень, із середньою температурою 4,8 °С.
| Клімат Міло             | Клімат Міло | Клімат Міло | Клімат Міло | Клімат Міло | Клімат Міло | Клімат Міло | Клімат Міло | Клімат Міло | Клімат Міло | Клімат Міло | Клімат Міло | Клімат Міло | Клімат Міло |
| Показник                | Січ.        | Лют.        | Бер.        | Квіт.       | Трав.       | Черв.       | Лип.        | Серп.       | Вер.        | Жовт.       | Лист.       | Груд.       | Рік         |
| Середній максимум, °C   | 8,6         | 11          | 15,4        | 22,1        | 27,1        | 30,1        | 33,5        | 32,9        | 28,6        | 23,2        | 17,5        | 11,6        | 21,8        |
| Середня температура, °C | 4,8         | 7,2         | 11,2        | 17,6        | 22,6        | 25,9        | 29,2        | 28,4        | 24,1        | 18,4        | 12,6        | 7           | 17,4        |
| Середній мінімум, °C    | 2           | 4,3         | 8           | 14,1        | 18,9        | 22,6        | 25,7        | 25          | 20,6        | 14,9        | 9           | 3,7         | 14          |
| Норма опадів, мм        | 70.3        | 86.5        | 133.2       | 188.2       | 184.2       | 215.5       | 165.8       | 103.5       | 69.2        | 76.5        | 76.8        | 46          | 1415.7      |
| Вологість повітря, %    | 82          | 82          | 82          | 80          | 79          | 82          | 77          | 79          | 80          | 80          | 79          | 78          | 80          |
| ----------------------- | ----------- | ----------- | ----------- | ----------- | ----------- | ----------- | ----------- | ----------- | ----------- | ----------- | ----------- | ----------- | ----------- |
| Джерело: data.cma.cn    |             |             |             |             |             |             |             |             |             |             |             |             |             |